# 1735 ITA
Az 1735 ITA (ideiglenes jelöléssel 1948 RJ1) a Naprendszer kisbolygóövében található aszteroida. Pelageja Sajn fedezte fel 1948. szeptember 10-én.